# Mariana Serbezova
Mariana Serbezova –en búlgaro, Мариана Сербезова– (Plovdiv, 15 de noviembre de 1959) es una deportista búlgara que compitió en remo.
Participó en los Juegos Olímpicos de Moscú 1980, obteniendo una medalla de bronce en la prueba de cuatro scull con timonel. Ganó una medalla de plata en el Campeonato Mundial de Remo de 1979.

## Palmarés internacional
| Juegos Olímpicos   | Juegos Olímpicos  | Juegos Olímpicos  | Juegos Olímpicos         |
| Año                | Lugar             | Medalla           | Prueba                   |
| ------------------ | ----------------- | ----------------- | ------------------------ |
| 1980               | Moscú (URSS)      | Medalla de bronce | Cuatro scull con timonel |
| Campeonato Mundial |                   |                   |                          |
| Año                | Lugar             | Medalla           | Prueba                   |
| 1979               | Bled (Yugoslavia) | Medalla de plata  | Cuatro scull con timonel |